# CFF Bem 550
Les automotrices Bem 550 nos 000 à 004 étaient des automotrices bimodes légères des chemins de fer fédéraux suisses, utilisées exclusivement sur la ligne Genève - La Plaine - Bellegarde (F).

## Histoire
Afin de remplacer les automotrices BDe 4/4 II utilisées sur la ligne Genève-Cornavin - La Plaine, les CFF ont décidé, après avoir étudié différentes variantes dont l'achat de matériel roulant de construction française et similaire à ceux en service à la SNCF, de commander en mai 1992 cinq automotrices similaires aux TL Bem 4/6 utilisées depuis 1991 sur le Tramway du Sud-Ouest lausannois (TSOL, actuel M1). Dans le même temps, un accord a été signé avec le canton de Genève afin de permettre d'augmenter l'offre sur la ligne, jugée médiocre, car le trafic longue distance était prioritaire. La nouvelle offre est présentée le 25 septembre 1994, le nouveau matériel entre en service le 5 novembre suivant, du matériel français a assuré l'intérim entre ces deux dates. À des fins de marketing, le nouveau service s'appelait Rhône-Express-Régional, raison pour laquelle la livrée du matériel était spécifique et caractérisée par la présence de l'abréviation « RER ».
En 2001, et moyennant des modifications afin de pouvoir circuler en France, la ligne RER est prolongée depuis La Plaine jusqu'à la gare de Bellegarde.
En 2009, l'ensemble de la série, à part l'élément 000, est envoyé en révision générale. Dès lors, elles sont utilisées exclusivement sur les services transfrontaliers, les trajets jusqu'à La Plaine étant assurés avec des RABe 524 du réseau tessinois TiLo adaptées pour l'occasion. La livrée a été modifiée en cours de carrière à une date indéterminée, avec le retrait des logos RER et le remplacement des logos TPG et CFF sur les faces latérales par le seul logo des CFF dans les trois langues (SBB CFF FFS) comme pour les autres automotrices, ainsi que l'apparition du logo Unireso.
Avec la mise hors tension du 1 500 volts continu sur la ligne de Châtelaine (bif) à la frontière vers Bellegarde le 14 juillet 2014, les Bem 550 ont été radiées (et les RABe 524 sont retournées au Tessin). Les RABe 522 (variante des Stadler FLIRT aptes à rouler en France) et les RBDe 562 « Colibri » ont pris le relais une fois l'électrification en 25 000 V - 50 Hz mise en service.
Stockées en attente de trouver preneur, elles ont finalement été mises à la ferraille entre février et mars 2015, à la gare de Lausanne-Triage.

## Caractéristiques
À la différence de leurs homologues lausannoises, les Bem 550 sont conçues pour rouler sur des lignes conçues selon la norme UIC 505 et les quais des CFF qui sont d'une hauteur de 55 cm et possèdent un nombre de portes réduit (3 au lieu de 6 par faces). De même, en raison des différences de dispositifs de traction, des modifications de l'architecture du soubassement étaient nécessaires ; Pour éviter les conséquences d'éventuels accidents, la caisse en acier léger est renforcée aux extrémités.
L'équipement de traction est dérivé, en particulier pour ce qui concerne le convertisseur, de celui des FART ABe 4/6 (de) utilisés sur la ligne de chemin de fer Domodossola-Locarno. Pour se déplacer sur les sections non électrifiées ou électrifiées en courant alternatif, les rames sont équipées d'un moteur diesel auxiliaire d'une puissance de 88 kW.
Les aménagements intérieurs étaient à l'origine identiques en tout point à ceux des TL Bem 4/6. Lorsque le service fut prolongé en France, les sièges ont été remplacés en raison des normes anti-incendies différentes.
Chaque rame possédait un nom de baptême, essentiellement en référence à la région traversée par la ligne :
- 000-4 : Mouille-Galland (nom d'un chemin à Vernier) ;
- 001-2 : La Donzelle (nom d'une route à Russin) ;
- 002-0 : Nant d'Avril ;
- 003-8 : Le Mandement ;
- 004-6 : La Grôle.

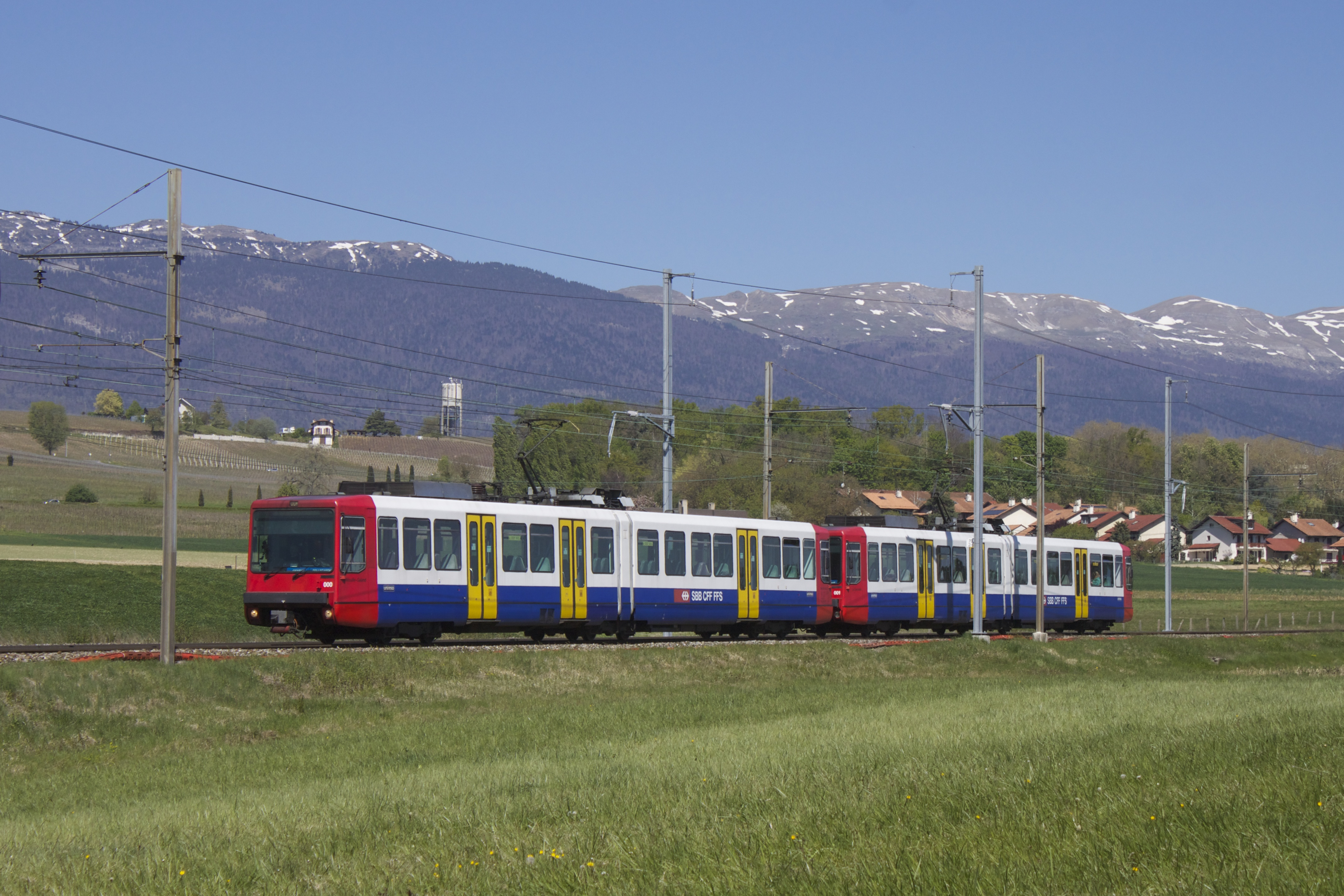
Les éléments 000 et 001 en unité multiple, en avril 2014. Notons l'absence du logo RER à l'avant, retiré en cours de carrière à une date indéterminée.
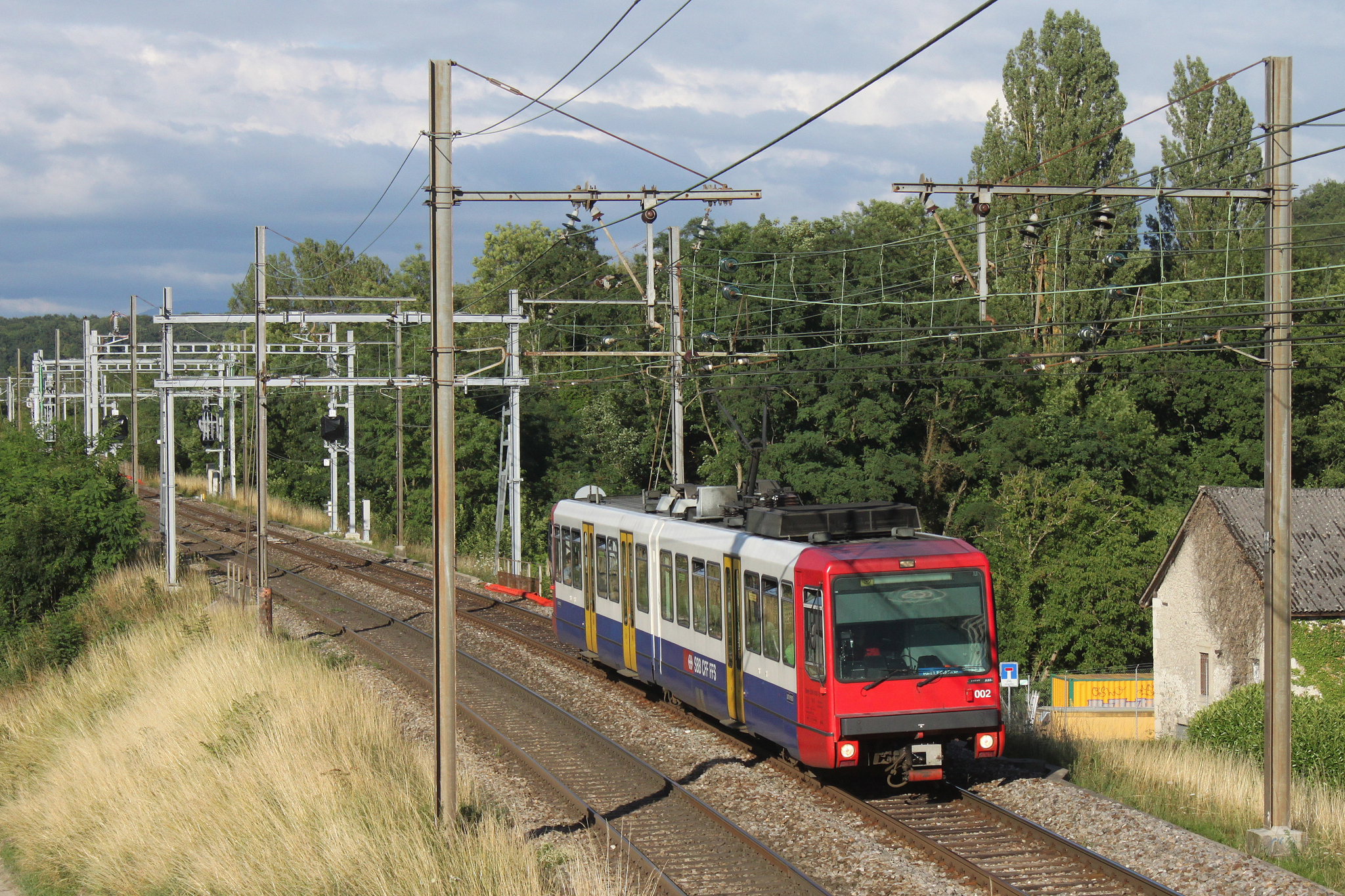
Dernier jour de service, le 14 juillet 2014.
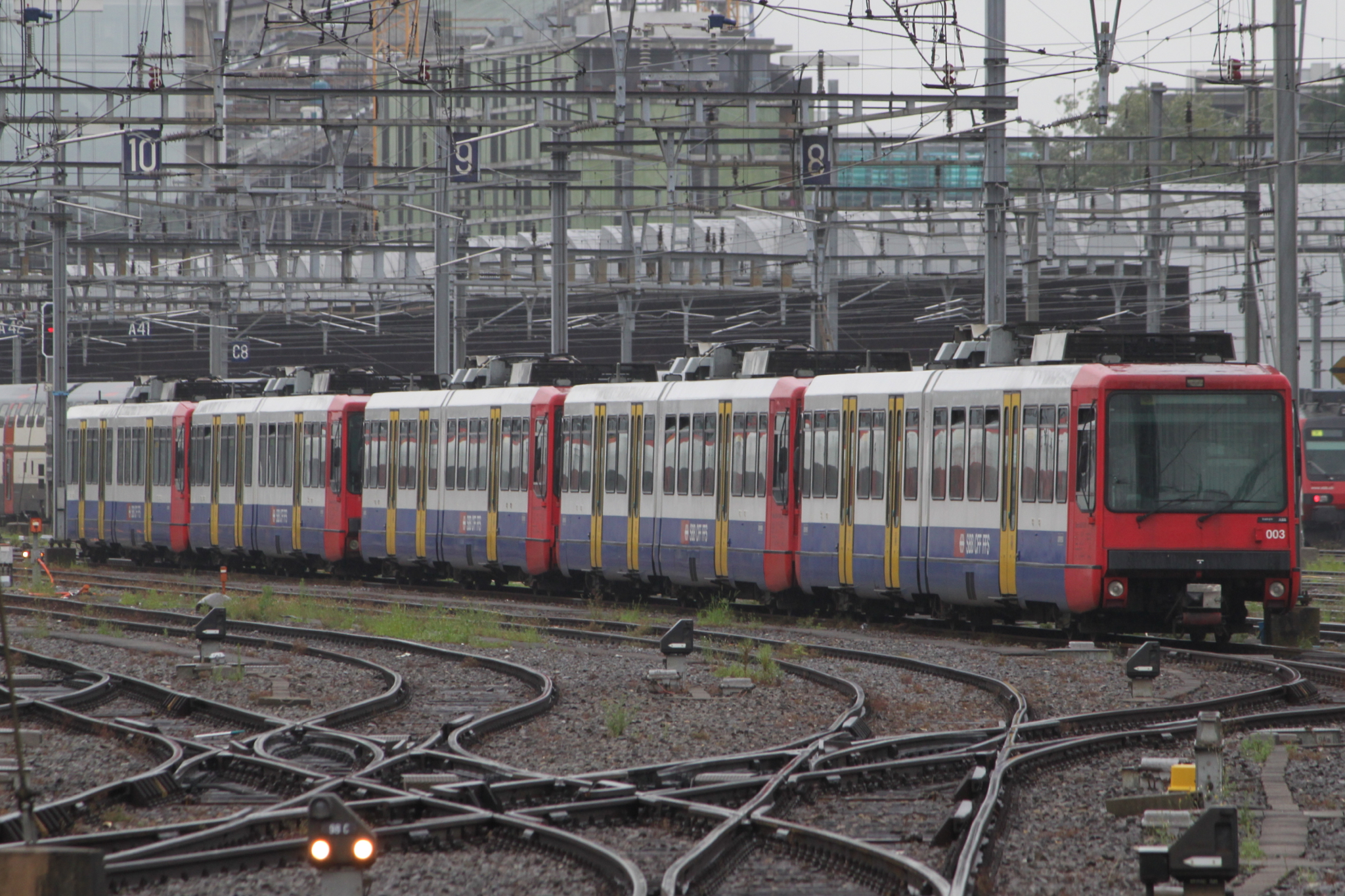
Les cinq rames radiées en attente de revente, le 30 juillet 2014, à la gare de Genève.

## Relations effectuées
Tout au long de leur carrière, elles auront effectuées exclusivement les trains Regio sous le nom commercial Rhône-Express-Régional entre Genève-Cornavin - La Plaine - Bellegarde.